# Spoorbrug

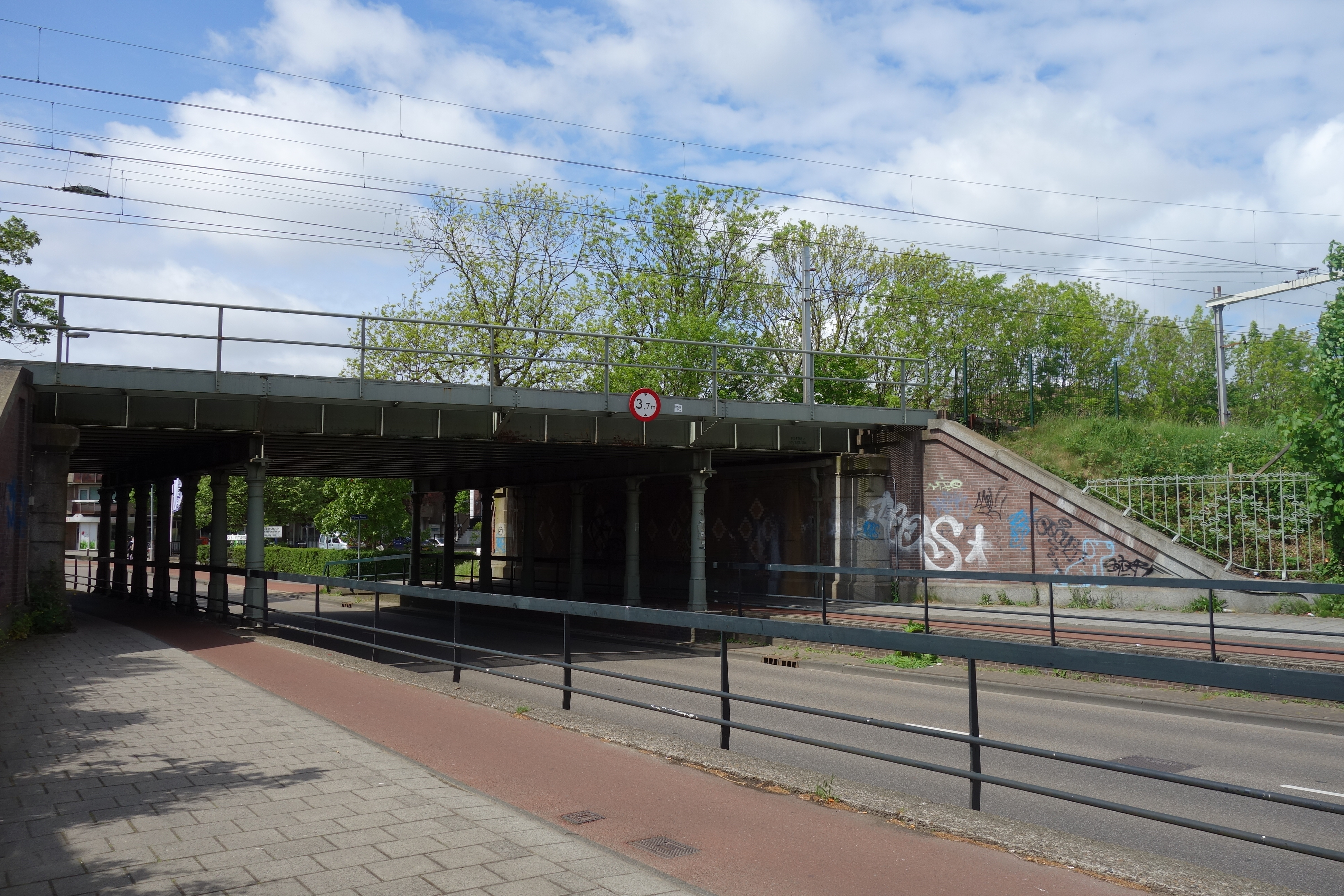
Spoorbrug over de Zijlweg in Haarlem

Een spoorbrug is een brug waar een spoorweg over een verkeersweg, een andere spoorweg of een waterweg heen gaat.

## Speciale eisen
Aan een spoorbrug worden ten opzichte van een verkeersbrug diverse speciale eisen gesteld. Door het grote gewicht van een trein moet een spoorbrug zeer sterk zijn. Daarom wordt vaak voor een speciale constructie gekozen, zoals een vakwerkconstructie, of een boogbrug. Een lichte constructie zoals een hangbrug is als spoorbrug minder geschikt.
Verder mag de hellingshoek van een spoorbrug, net zoals voor een spoorlijn, niet al te groot zijn. Daarom zijn er vaak aanbruggen nodig, waar de spoorlijn al op een hoger niveau wordt gebracht. Het talud van de spoorlijn zal kilometers voor de spoorbrug al op een hoger niveau boven maaiveld komen te liggen.
De geluidsproductie van met name een stalen spoorbrug kan een probleem vormen. Het rolgeluid van de trein wordt versterkt met het geluid van de brug zelf, die door de wielen van de trein wordt aangestoten. Bij een betonnen spoorbrug speelt dit veel minder.

## Beweegbaarheid
Sommige spoorbruggen zijn beweegbaar: ze kunnen open om het scheepvaartverkeer door te laten. Ze spelen een rol bij de dienstregeling/planning van zowel het trein- als het scheepvaartverkeer. Anno 2013 zijn er nog 56 beweegbare spoorbruggen in Nederland. Bediening en onderhoud zijn de verantwoordelijkheid van ProRail. De bedieningstijden worden echter vastgesteld door de Inspectie Leefomgeving en Transport. Boven de bruggen is meestal op de veilige doorvaarthoogte een bord aangebracht met de waarschuwing: "AANRAKEN DRADEN LEVENSGEVAARLIJK".

## Geschiedenis
In de eerste kwart eeuw van de spoorwegen werden alleen enkele kleinere bruggen over kleinere wateren gebouwd. De bouw van spoorbruggen in Nederland begon eigenlijk pas nadat er spoorlijnen werden aangelegd die de grote rivieren gingen kruisen. Dit vond plaats na de spoorwegwet van 1860, waarbij de Staat der Nederlanden spoorwegen ging aanleggen. Voordien had het particuliere initiatief de grote investeringen in grote bruggen nog niet ondernomen.

## Spoorbruggen in Nederland
Zie ook: Lijst van spoorbruggen in Nederland

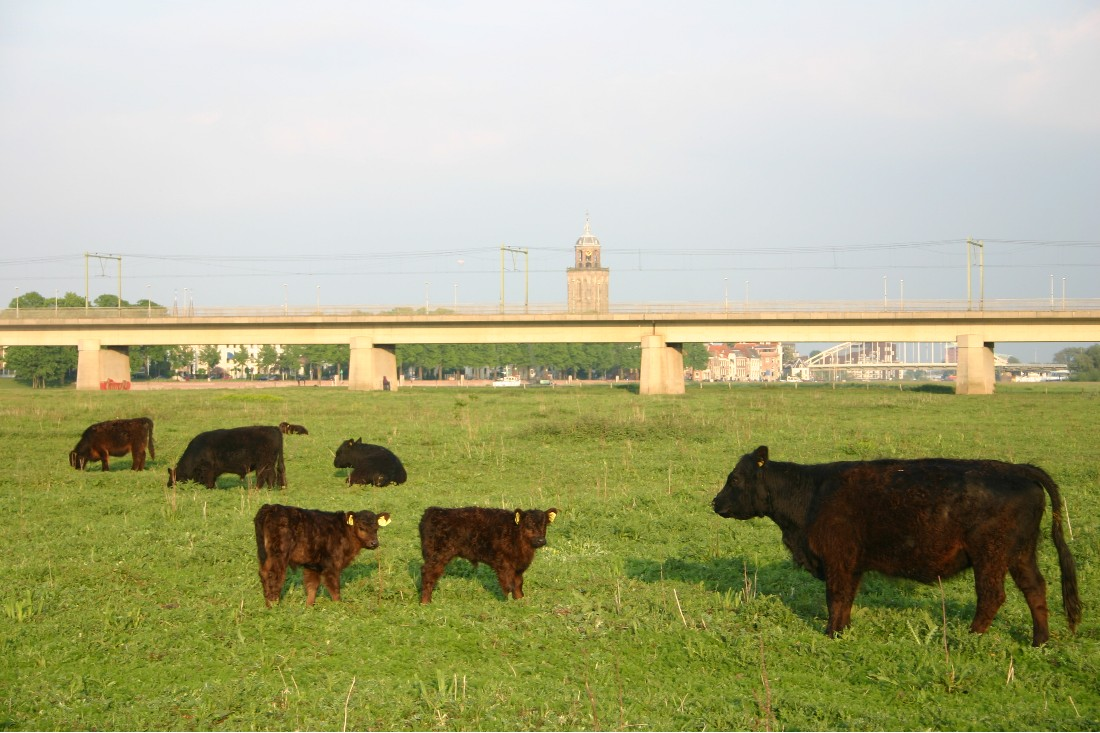
Spoorbrug over de IJssel bij Deventer

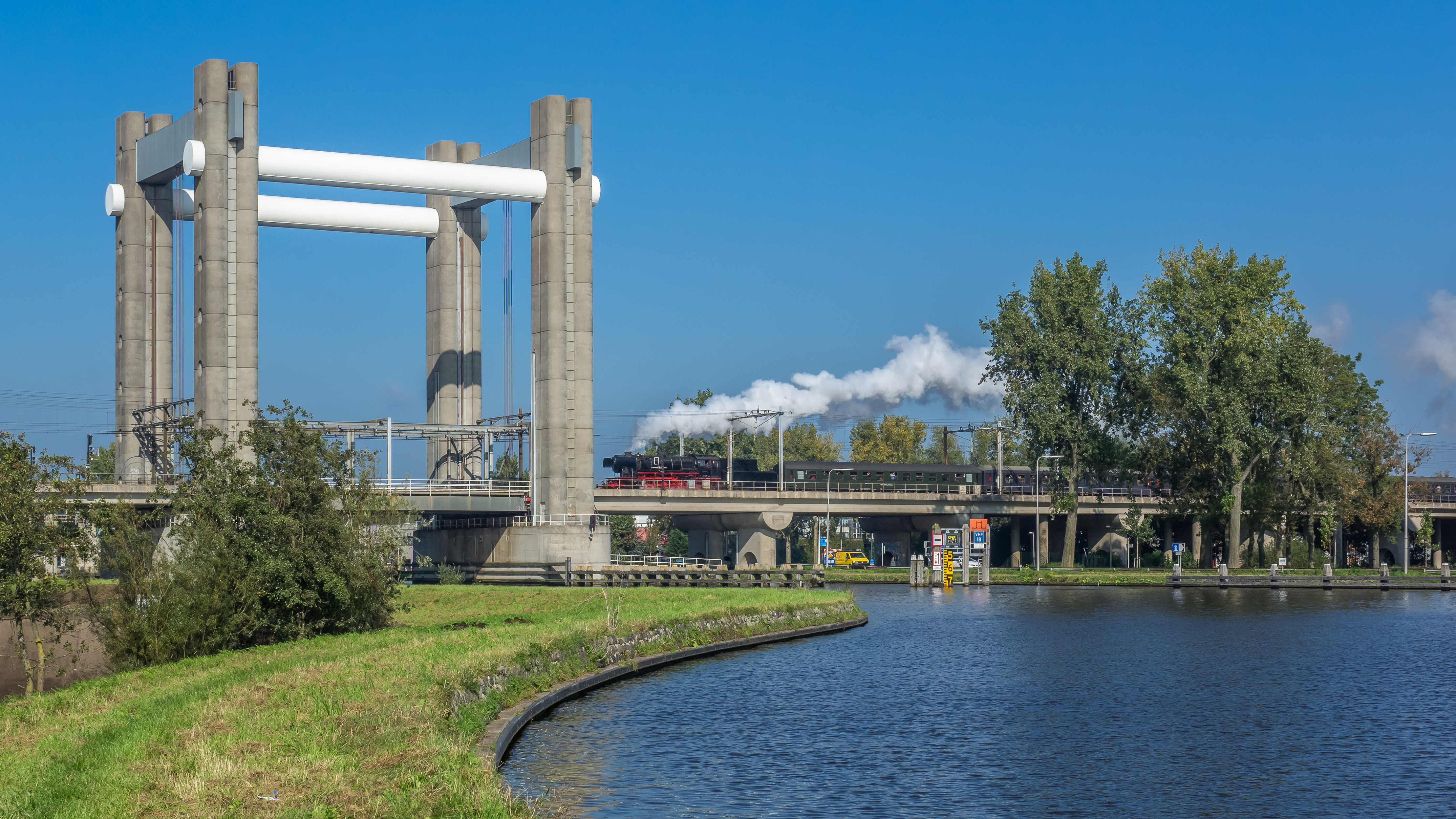
De Gouwespoorbrug bij Gouda

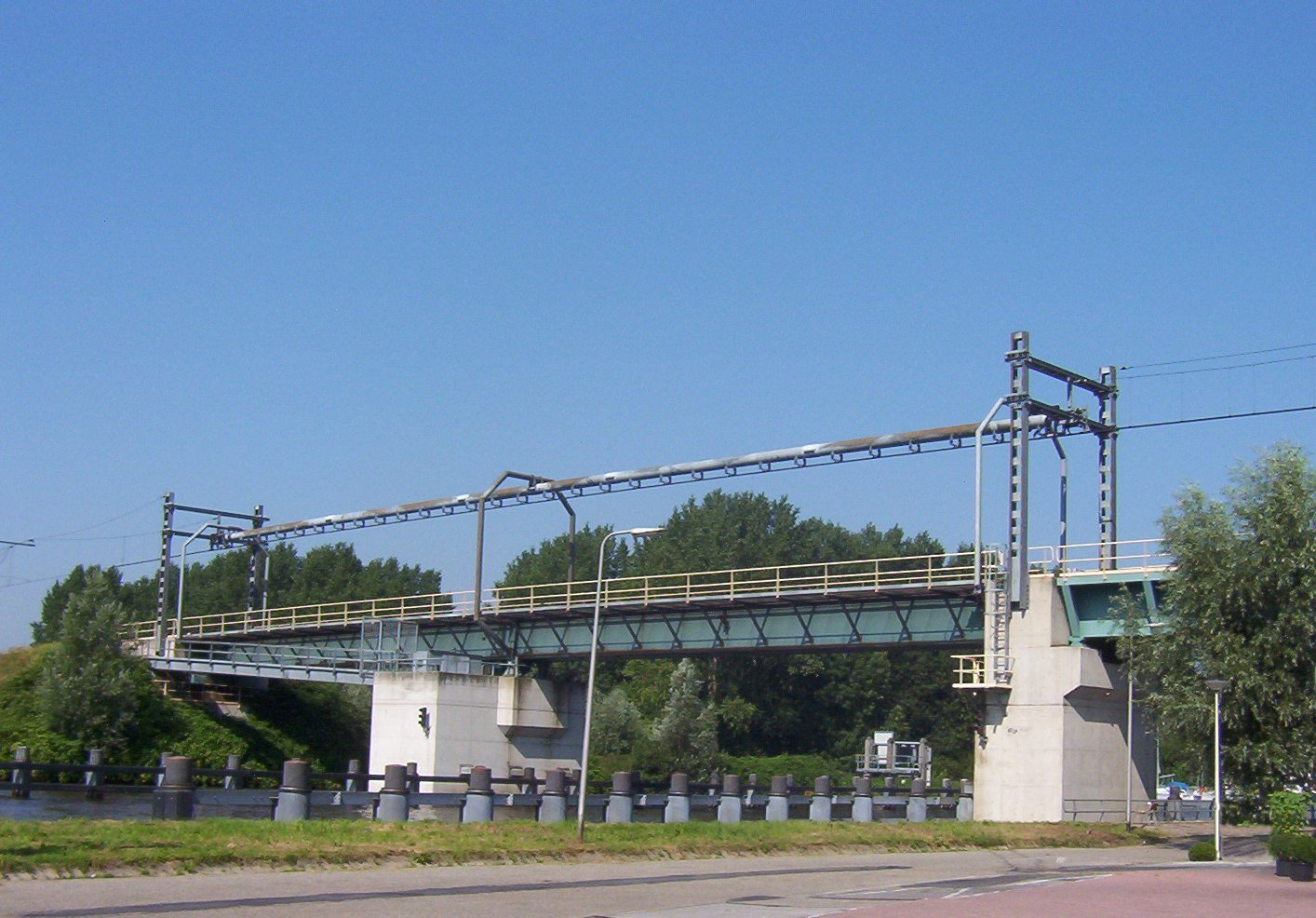
De Gouwespoorbrug bij Gouda

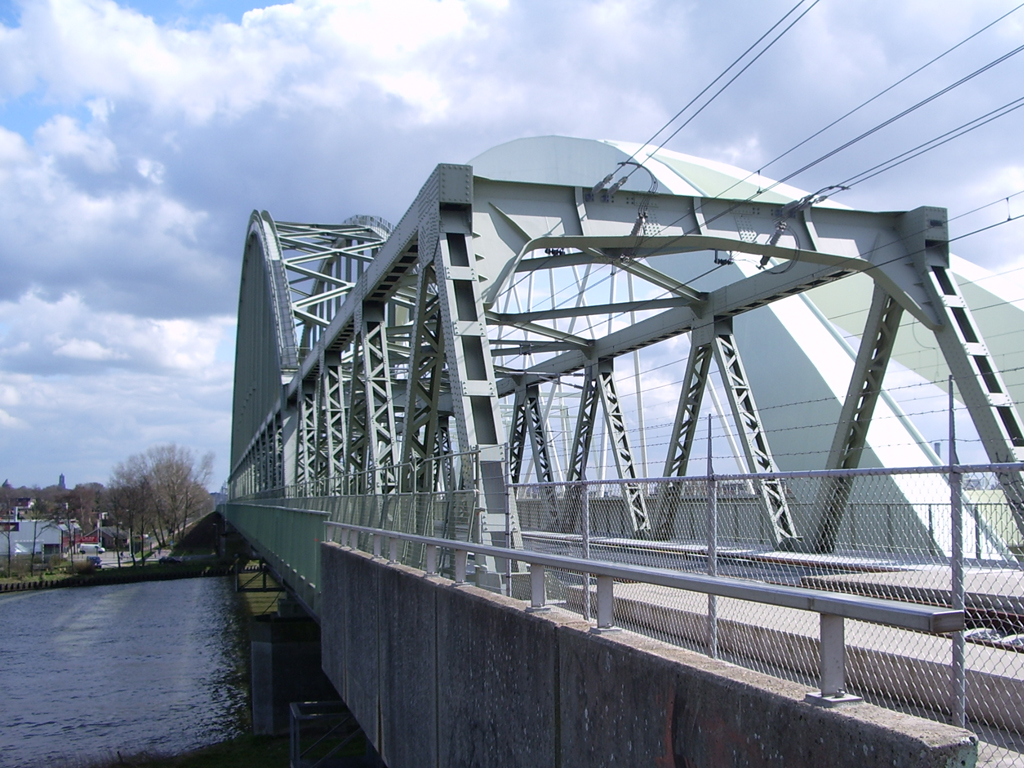
De Demka-spoorbrug te Utrecht

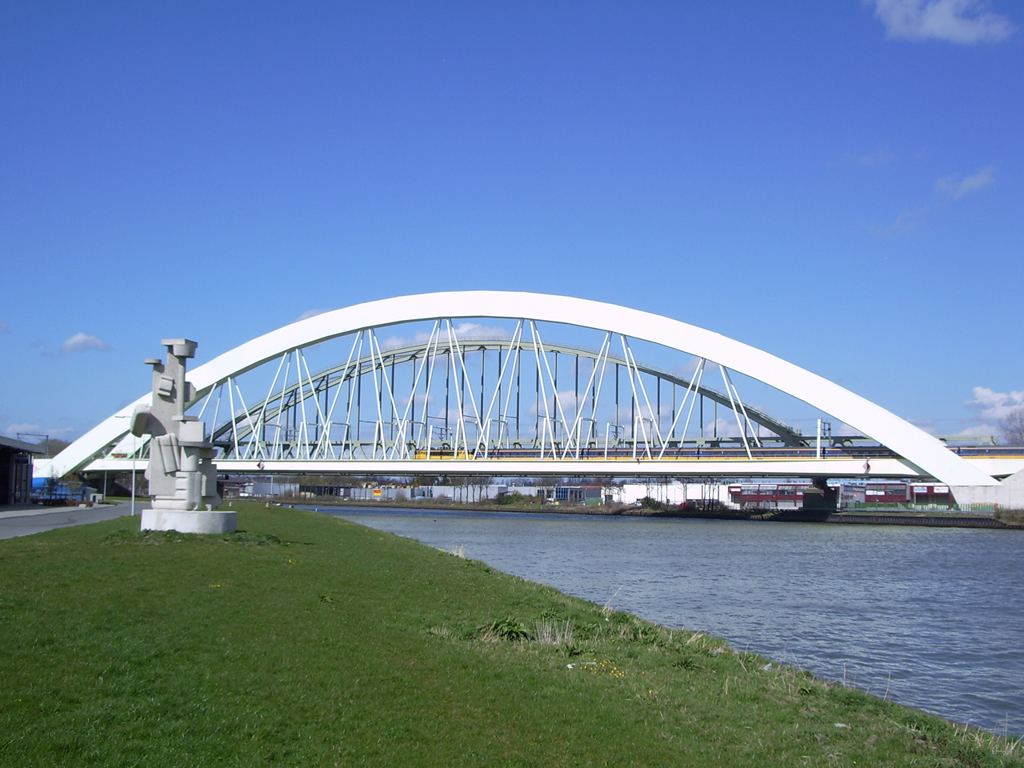
De Werkspoorbrug te Utrecht

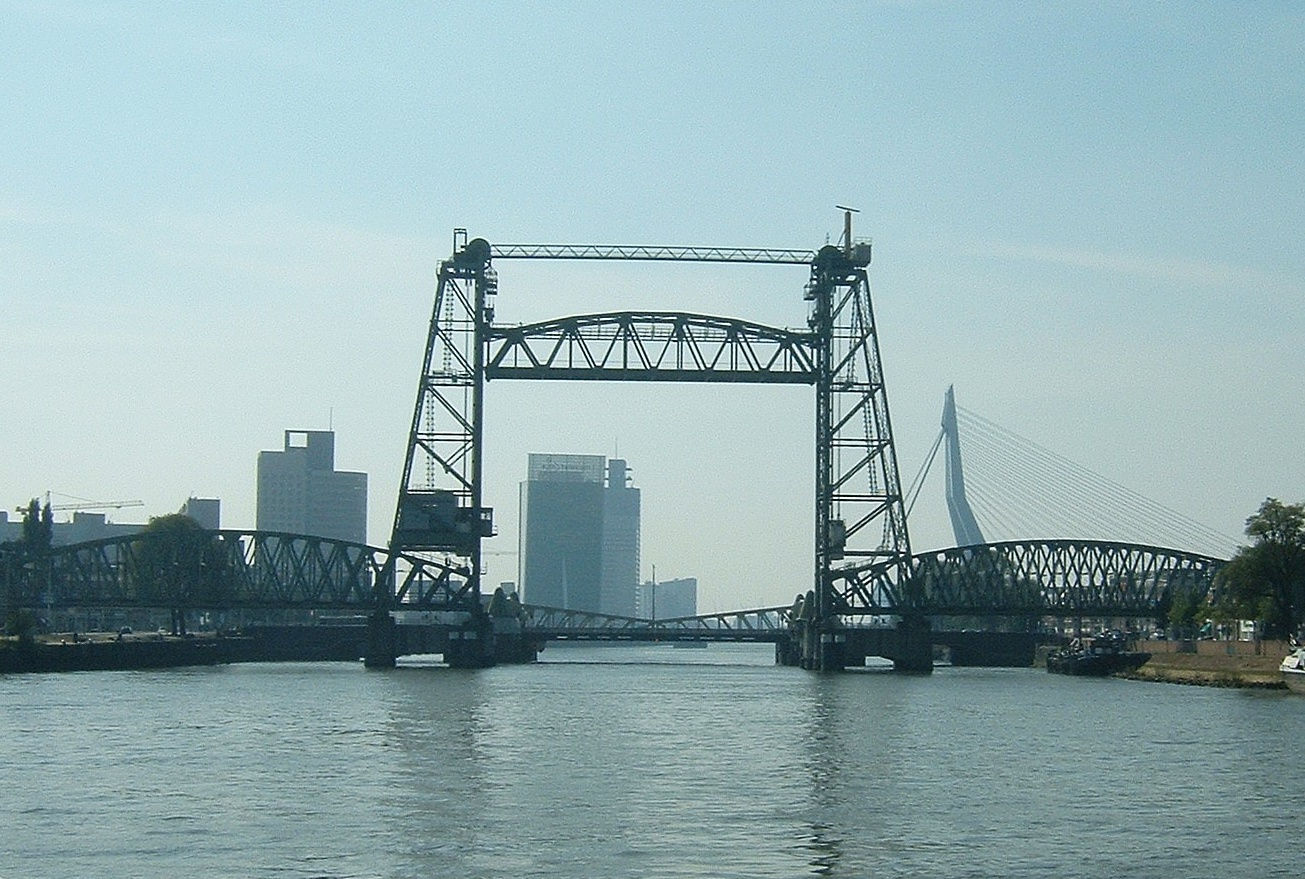
De Hef te Rotterdam gezien vanuit het oosten

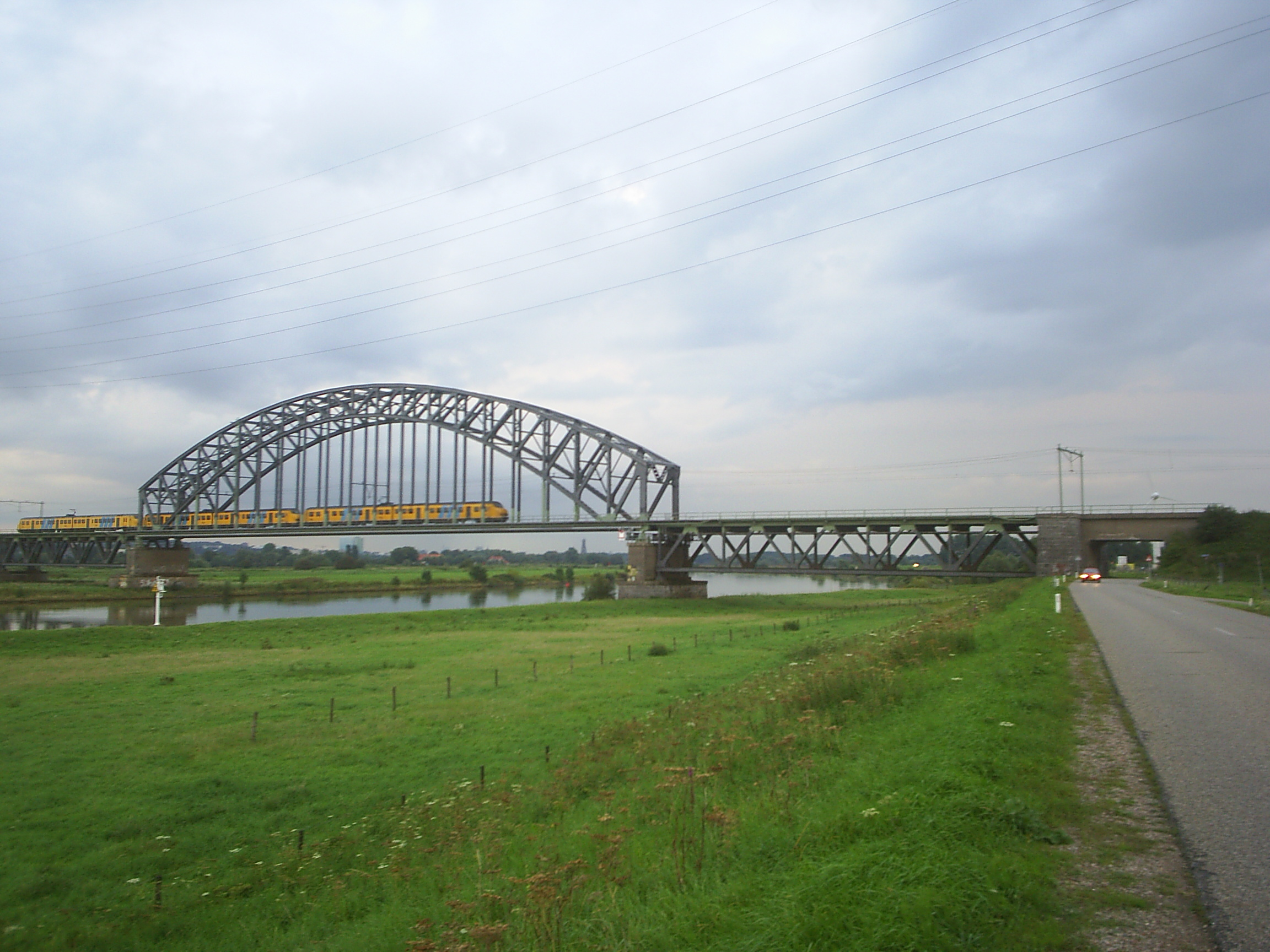
Spoorbrug over de Rijn bij Oosterbeek

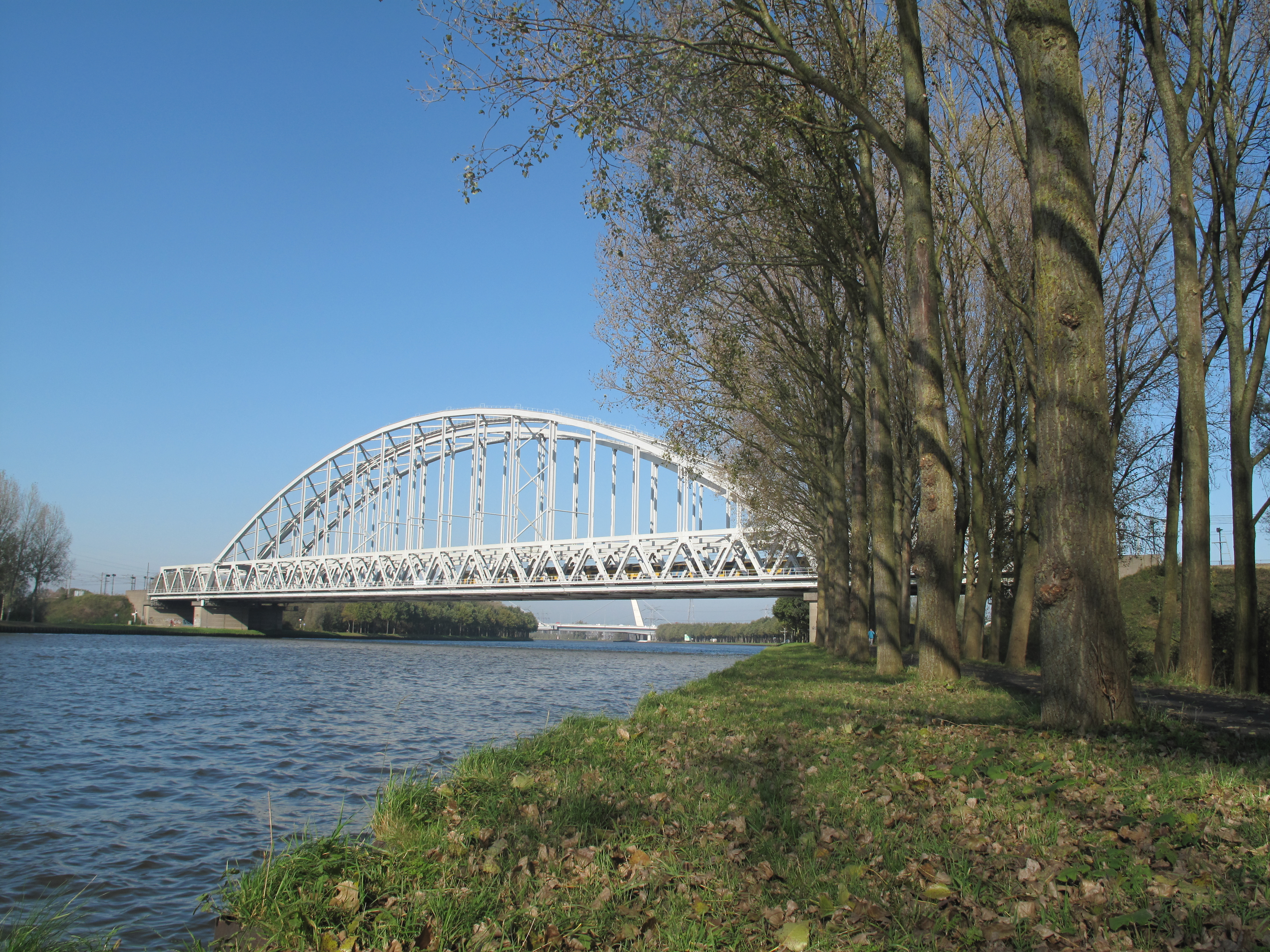
Brug over Amsterdam-Rijnkanaal tussen Driemond en Weesp

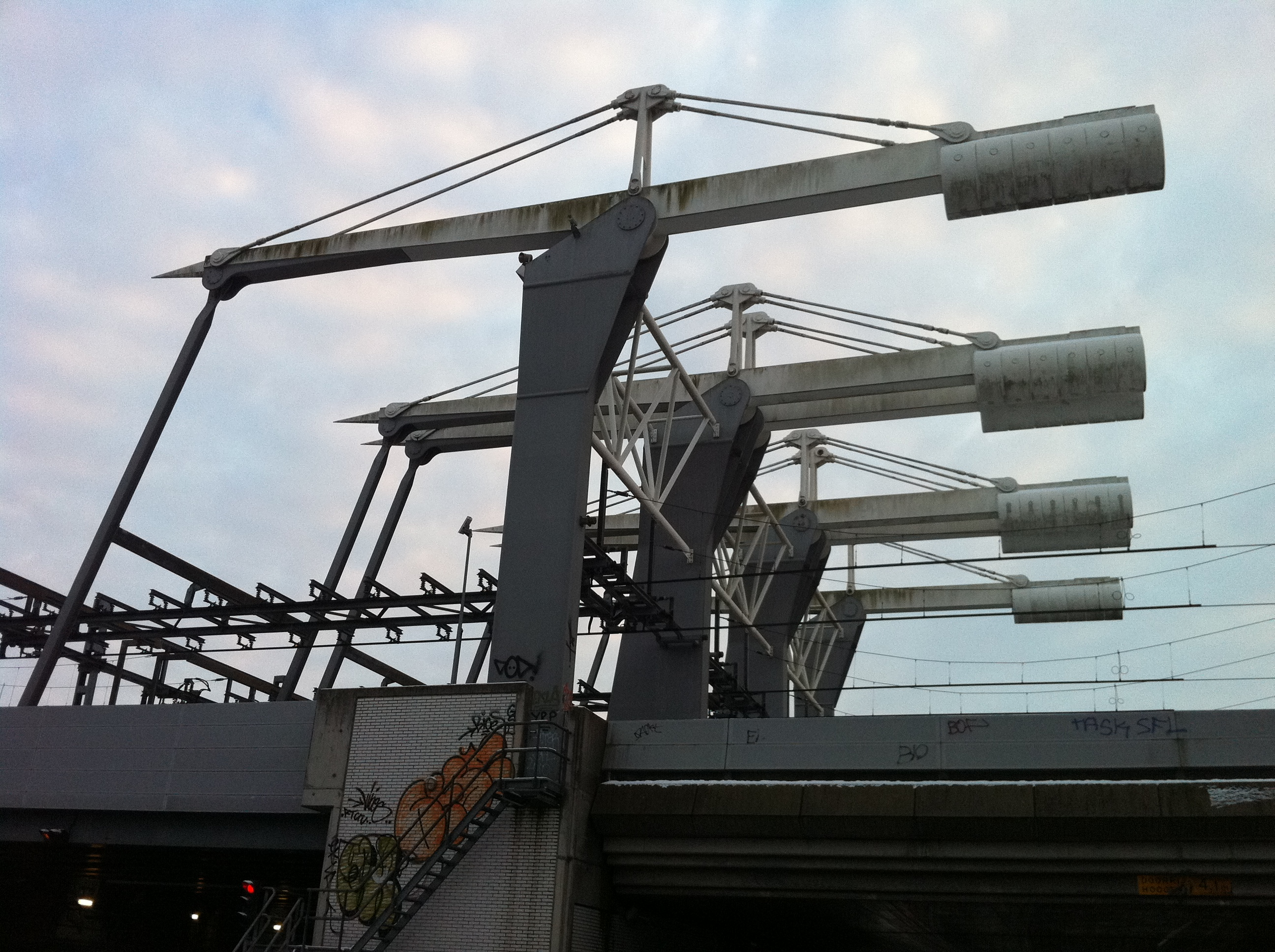
Over het Westerkanaal in Amsterdam

### Spoorbruggen over de grote rivieren
Overzicht van grote spoorbruggen over de grote rivieren van Nederland (cursief: voormalig):
IJssel:
- Westervoortsebrug bij Westervoort
- IJsselspoorbrug bij Zutphen
- IJsselspoorbrug bij Deventer
- Hanzeboog bij Zwolle

Nederrijn en Lek:
- Spoorbrug Oosterbeek bij Arnhem
- Rijnbrug bij Rhenen (gesloopt)
- Kuilenburgse spoorbrug bij Culemborg

Maas:
- Spoorbrug Maastricht in Maastricht
- Spoorbrug Buggenum bij Roermond
- Spoorbrug Venlo in Venlo
- Maasbrug bij Gennep (gesloopt)
- Spoorbrug Mook bij Mook
- Edithbrug bij Ravenstein
- Hedelse spoorbrug bij Hedel

Nieuwe Maas en Koningshaven:
- Willemsspoorbrug in Rotterdam (gesloopt; vervangen door de Willemsspoortunnel)
- De Hef in Rotterdam (buiten gebruik; vervangen door de Willemsspoortunnel)

Oude Maas:
- Spoorbrug Dordrecht bij Zwijndrecht
- Botlekbrug bij Hoogvliet

Waal en Beneden Merwede:
- Spoorbrug Nijmegen bij Nijmegen
- Dr. W. Hupkesbrug bij Zaltbommel
- Baanhoekbrug bij Sliedrecht

Hollands Diep:
- Moerdijkspoorbrug bij Moerdijk
- Brug Hollandsch Diep bij Moerdijk

### Spoorbruggen over kanalen en andere wateren
Overzicht van grote spoorbruggen over grote kanalen of ander water in Nederland (cursief: voormalig):
Van Starkenborghkanaal:
- Walfridusbrug bij Groningen
- Bert Swartbrug bij Zuidhorn

Van Harinxmakanaal:
- Spoorbrug van Harinxmakanaal bij Leeuwarden (spoorlijn naar Meppel)
- Spoorbrug van Harinxmakanaal bij Leeuwarden (spoorlijn naar Harlingen en Stavoren)

Prinses Margrietkanaal:
- Spoorbrug Grou bij Grouw

Coevorden:
- Spoorboog Coevorden bij Coevorden
- Spoorbrug Coevorden (Spoorlijn Zwolle - Emmen) in Coevorden
- Spoorbrug Coevorden (Spoorlijn Coevorden - Gronau) in Coevorden

Overijsselse Vecht
- Spoorbrug bij De Haandrik bij De Haandrik
- Spoorbrug over de Vecht bij Zwolle

Zwolle-IJsselkanaal
- Spoorbrug over het Zwolle-IJsselkanaal bij Zwolle

Twentekanalen:
- Spoorbrug Twentekanaal bij Zutphen
- Spoorbrug bij Wiene bij Delden
- Spoorbrug Twentekanaal bij Almelo
- Spoorbrug Twentekanaal bij Wierden

Maas-Waalkanaal:
- Spoorbrug Dukenburg in Nijmegen

Merwedekanaal
- Spoorbrug Betuweroute bij Gorinchem
- Spoorbrug Arkel bij Arkel

Amsterdam-Rijnkanaal:
- Muiderspoorbrug bij Weesp
- Demka-spoorbrug bij Utrecht
- Werkspoorbrug bij Utrecht
- Vleutensespoorbrug bij Utrecht
- Schalkwijkse spoorbrug bij Houten
- Spoorbrug Tiel (Betuweroute) bij Tiel
- Spoorbrug Tiel (Betuwelijn) bij Tiel

Amstel
- Rozenoordbrug bij Amsterdam
- Busbrug Uithoorn bij Uithoorn

Staande mast route:
- Schinkelbrug in Amsterdam
- Houtmanspoorbrug in Amsterdam

Noordzeekanaal:
- Hembrug (gesloopt; vervangen door Hemtunnel)
- Velserbrug (gesloopt; vervangen door Velsertunnel)

Noordhollandsch Kanaal
- Koegrasbrug bij De Kooy
- Spoorbrug over het Noordhollandsch Kanaal bij Alkmaar
- Spoorbrug Purmerend in Purmerend

Ringvaart van de Haarlemmermeerpolder
- Ringvaartspoorbrug bij Sassenheim
- Spoorbrug bij Badhoevedorp

In Noord-Holland over diverse kanalen en ander water:
- Spoorbrug Schagen bij Schagen
- Spoorbrug Sint Pancras bij Sint Pancras
- Spoorbrug over de Zaan in Zaandam
- Wherebrug in Purmerend
- Hollandse Brug bij Muiderberg

In Zuid-Holland over diverse kanalen en ander water:
- Spoorbrug De Vink in Leiden over de Oude Rijn
- Spoorbrug Kethel bij Schiedam
- Spoorbrug Delfshavense Schie in Rotterdam
- Spoorbrug Maassluis in Maassluis

Gouwe:
- Gouwespoorbrug bij Alphen aan den Rijn
- Gouwespoorbruggen bij Gouda

In de Haven van Rotterdam over diverse kanalen:
- Calandbrug bij Rozenburg
- Dintelhavenspoorbrug bij Europoort
- Suurhoffbrug bij Oostvoorne

In Zeeland over diverse kanalen:
- Kreekrakspoorbrug bij Rilland
- Vlakebrug bij Hansweert
- Spoorbrug Arnemuiden bij Arnemuiden
- Draaibrug Sluiskil bij Sluiskil

In Noord-Brabant:
- Spoorbrug over de Dieze bij 's-Hertogenbosch
- Moerputtenbrug bij 's-Hertogenbosch (buiten gebruik)

In Limburg:
- Spoorbrug Weert bij Weert

### Andere spoorbruggen en -viaducten
- Zandhazenbrug bij Muiderberg
- Hemboog bij Amsterdam
- Utrechtboog bij Amsterdam
- Marianneviaduct in Voorburg
- Nootdorpboog bij Nootdorp
- Spoorviaduct Delft in Delft (gesloopt; vervangen door Willem van Oranjetunnel)
- Hofpleinlijnviaduct in Rotterdam (buiten gebruik)
- Luchtspoor in Rotterdam (gesloopt; vervangen door Willemsspoortunnel)
- Mallardviaduct bij Lewedorp

## Spoorbruggen in België
- Albertbrug
- Asselsbrug
- Berendrechtbrug
- Boudewijnbrug (Antwerpen)
- Droogdokbrug
- Farnesebrug
- Frederik Hendrikbrug
- Kruisschansbrug
- Lillobrug
- Luikbrug
- Meestoofbrug
- Melselebrug
- Mexicobrug
- Viaduct van Moresnet
- Noordkasteelbrug
- Noordlandbrug
- Oosterweelbrug
- Oudendijkbrug
- Petroleumbrug
- Viaduct van Remersdaal
- Viaduct van Sint-Martens-Voeren
- Spletterenbrug
- Van Cauwelaertbrug
- Wiedauwkaaibrug
- Wilmarsdonkbrug
- Zandvlietbrug

## Diverse grote spoorbruggen in andere landen
- Brug over de rivier de Kwai
- Chabarovskbrug
- Dom Luis I-brug
- Forth Bridge
- Hell Gate Bridge
- Maria Pia-brug
- Összekötő Vasútibrug
- Rockville Bridge
- Sontbrug
- Sydney Harbour Bridge
- Trisannabrug